# Antonia Campbell-Hughes
Antonia Campbell-Hughes (Derry, Irlanda do Norte, 7 de setembro de 1982) é uma atriz, roteirista e produtora de cinema britânica. É conhecida pelos seus papéis em Fading Away (2015), Swansong (2015) e também por ter interpretado a versão cinematográfica  história de Natascha Kampusch no longa 3096 Dias inspirada no livro 3096 Dias em 2013.

## Filmografia

### Como atriz
- Todo Mundo Quase Morto
- Casualty
- Blackbeard: Terror at Sea
- Silent Witness
- Tonight Is Cancelled
- Damage
- The Life and Times of Vivienne Vyle
- The Vivienne Vyle Show
- Coming Up
- Delta Forever
- Once Upon a Time in Dublin
- Free Agents
- Not Safe for Work
- Hammerhead
- Bluebell Welch
- Grey Britain
- O Brilho de uma Paixão
- Spooks
- Into the Rose-Garden
- Material Girl
- Five Day Shelter
- Silent Things
- When Harvey Met Bob
- The Task
- Lewis
- Lotus Eaters
- The Other Side of Sleep
- Lead Balloon
- Albert Nobbs
- Submission
- Hello Carter
- Storage 24
- Kelly + Victor
- First Row Orchestra
- The Vatican
- 3096 Dias
- Sob a Pele
- Doll & Em
- Father
- O Canal
- Butterfly
- Les cowboys
- A Coat Made Dark
- Swansong
- DxM
- Fading Away
- London Spy
- Split
- Andròn - The Black Labyrinth
- Imagining Ulysses

### Como roteirista
- Bluebell Welch

### Como produtora
- Fading Away